# Uživatelský profil
Uživatelský profil je v informatice souhrn dat, které reprezentují uživatele (v počítači, na sociální síti a podobně). Jde o digitální reprezentaci identity konkrétní osoby. Uživatelský profil je uložen v počítači obvykle tak, aby nebyl přímo dostupný ostatním uživatelům a aby uživatel mohl nastavit, jaká data budou veřejně k dispozici. Data z profilu mohou sloužit k obnovení přístupu, například při ztrátě hesla, uzamčení účtu atp., kdy správce ověřuje informace od uživatele podle informací uložených v profilu. Součástí profilu může být avatar – vizuální reprezentace uživatele v podobě obrázku, loga, symbolu a podobně.
Protože profil obsahuje často osobní data uživatele, podléhá zvláštnímu zacházení (viz GDPR).

## Umístění dat profilu
V počítačích bývá profil využíván pro uložení nastavení z programů pro jednotlivé uživatele (například obrázek na ploše, seznamy adres pro poštovní programy atd.). Ve Windows 10 je uložen v adresáři C:\Users\<login>, v Linuxu je uložen v domácím adresáři v souborech a adresářích začínajících tečkou (tzv. skryté soubory) v /home/<login>. Na sociálních sítích jsou data z profilu uložena v databázích jejich provozovatelů (např. Facebook, Google+).